# Geseke
Geseke is een stad en gemeente in de Duitse deelstaat Noordrijn-Westfalen, gelegen in de Kreis Soest. De gemeente telt 21.422 inwoners (31 december 2020) op een oppervlakte van 97,44 km². Geseke is de enige Duitse stad met een Nederlandse burgemeester: Remco van der Velden.

## Stadsdelen, bevolkingscijfers

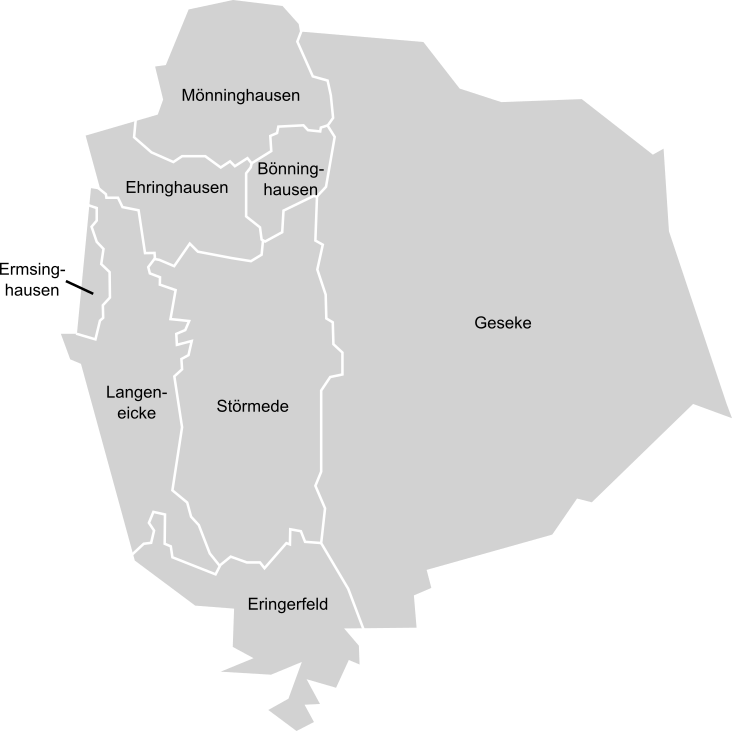
Situering stadsdelen van Geseke

- Geseke (aantal inwoners ultimo 2020: 15.011)
- Störmede, 2 km W (westwaarts vanuit het centrum van Geseke; aantal inwoners ultimo 2020: 2.502)
- Ehringhausen, 4 km WNW (1.633)
- Langeneicke, 5 km W (1.187)
- Bönninghausen, 5 km NW (100)
- Mönninghausen, 7 km NW (842)
- Eringerfeld, 6 km Z van Störmede, juist ten Z van de A44, aan een binnenweg naar Rüthen (12 km verder zuidwaarts; aantal inwoners ultimo 2020: 674). Het dorp geniet vanwege een aantal kleine middelbare scholen met internaat bovenregionale bekendheid.
- Ermsinghausen, iets ten N van Langeneicke, nabij Kasteel Schwarzenraben, op de gemeentegrens met Lippstadt; aantal inwoners ultimo 2020: 82.

Totaal aantal inwoners van de gehele gemeente, volgens haar website: 22.031. Peildatum: 31 december 2020.
Al deze Ortsteile waren tot 1 januari 1975 zelfstandige gemeentes. Op die datum werden zij in het kader van een gemeentelijke herindeling bij Geseke gevoegd.

## Ligging en infrastructuur
De gemeente Geseke ligt ten zuiden van de (hier alleen voor kano's en kleine roeibootjes bevaarbare) rivier de Lippe, in de vruchtbare, met lössbodems bedekte landbouwstreek Soester Börde. Talrijke beken, waarvan een aantal slechts na zware regenval water bevatten, lopen van zuid naar noord door het gemeentegebied en monden in de Lippe uit. Ongeveer 20 kilometer zuidelijk ligt de noordrand van het Sauerland.

### Naburige gemeentes
- In het westen, 12 km langs de oude Hellweg (Bundesstraße 1): Erwitte, en nog 16 km verder westelijk: Soest (Duitsland).
- In het west-noordwesten: Lippstadt (afhankelijk van de gekozen route 14–18 km)
- In het zuiden: Büren, 11 km, en Rüthen, 20 km
- In het oosten: Salzkotten
- In het oosten: Paderborn
- In het noorden: Delbrück (14 km)

### Wegverkeer
De stad Geseke wordt doorsneden door de oude, van west naar oost lopende, Hellweg (Bundesstraße 1). Evenwijdig hieraan, ongeveer 4 km zuidelijker, loopt de Autobahn A44. Afrit 59 van deze Autobahn ligt 4 km ten zuiden van het centrum van Geseke aan de weg naar Büren.

### Openbaar vervoer

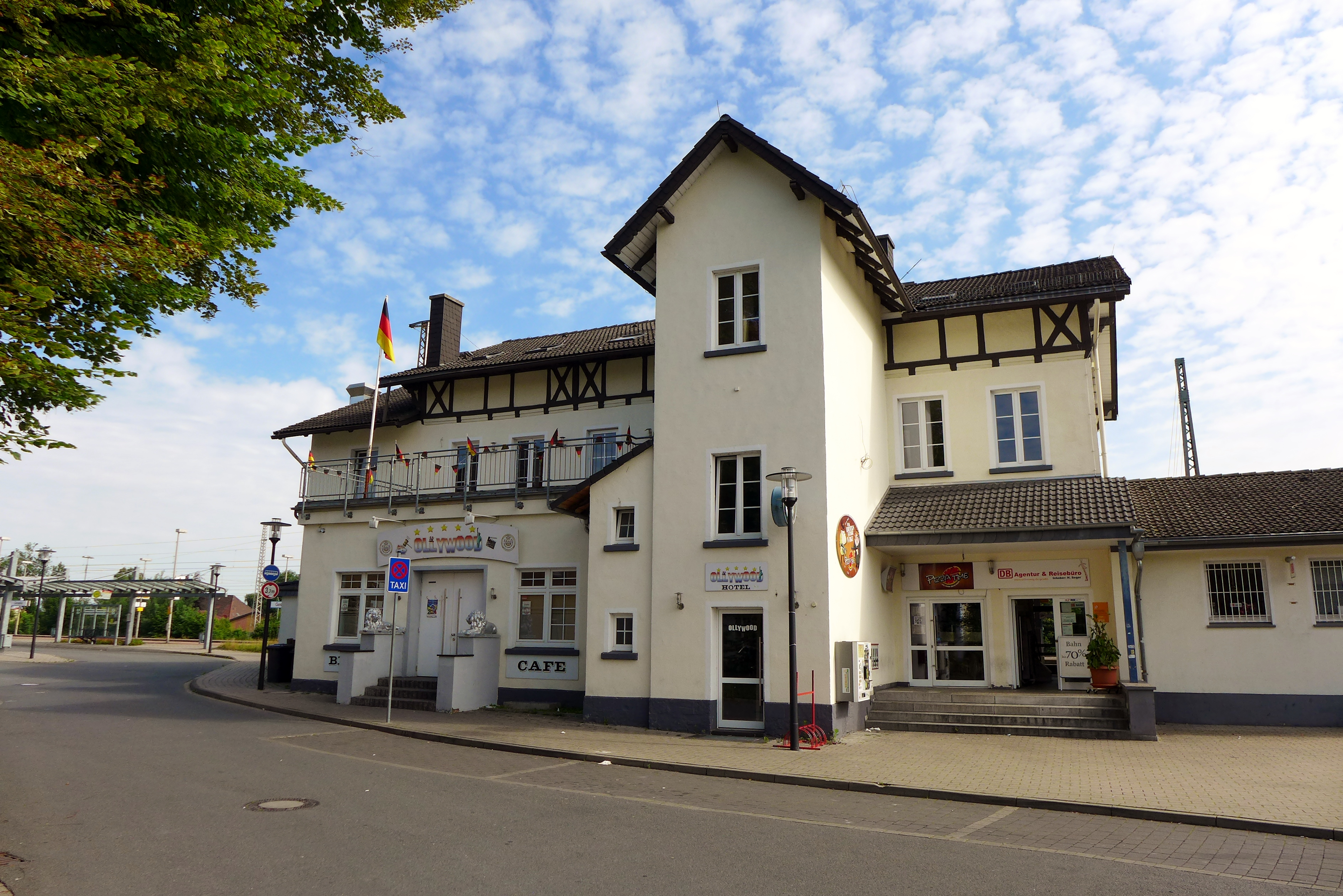
Station

Geseke heeft, aan de noordrand van de stad, een station aan de spoorlijn Soest-Paderborn. Ook het meer westelijk gelegen Ehringhausen heeft een halteplaats aan deze spoorlijn.
Vanaf het moderne busstation te Geseke vertrekken streekbussen naar Paderborn, Büren en Lippstadt. Daarnaast rijden lokale bussen naar o.a. Eringerfeld. De meeste van deze bussen rijden echter alleen volgens een schoolbusdienstregeling in de ochtend- en avondspits.
De gemeente bevordert het gebruik van de fiets sterk, voor zowel woon-werk- of woon-schoolverkeer als voor toeristische fietstochten.

## Economie
In de stad is een kantoormeubelenfabriek van de firma Sedus gevestigd.
Verder kent Geseke enige cementindustrie van betekenis, met name ten zuiden van de stad. De grondstoffen worden in grote kalksteengroeven ter plaatse gedolven.  De cementfabrieken beschikken over een apart, in 1900 aangelegd spoorlijntje voor goederenvervoer. Een ander bedrijf bouwt en verhandelt prefab kantoorunits en andere tijdelijke bedrijfsgebouwen.
Enige metaal verwerkende bedrijven, waaronder een machinefabriek, zijn van regionale betekenis. Voor het overige kent Geseke het voor een plaats van deze omvang gebruikelijke, van plaatselijk belang zijnde, midden- en kleinbedrijf.
Een in 1977 opgerichte, gespecialiseerde uitgeverij van geheel Duitsland dekkende wandel-, fiets- en mountainbike-routekaarten is begin 2020 failliet gegaan.

## Geschiedenis
De plaats ligt aan de oude Westfaalse hellweg, een al sinds de IJzertijd bestaande handelsroute.
Geseke lag van de middeleeuwen tot aan de Napoleontische tijd in het Hertogdom Westfalen,  dat in feite geregeerd werd door het Keurvorstendom Keulen, en dus door de aartsbisschoppen van Keulen. Geseke lag op de oostgrens van dit gebied met het Prinsbisdom Paderborn.

### Tot 1648
In 833 wordt in een schenkingsakte van keizer Lodewijk de Vrome de naam van de plaats Geseke voor het eerst schriftelijk vermeld. In de eeuwen daarvoor hadden er al Germanen, vermoedelijk Franken gewoond. In 946 werd er een vrouwensticht in het leven geroepen, gewijd aan de heilige Cyriacus van Rome en aan Onze Lieve Vrouwe. Keizer Otto I de Grote plaatst dit sticht zes jaar later onder zijn bescherming; in dat verband is er sprake van een civitas (ommuurde nederzetting) bij het sticht. In 1180 kreeg de aartsbisschop van Keulen het sticht en het stadje in handen; voordien had het aan het aartsbisdom Paderborn toebehoord.
Geseke verwierf in 1217 officieel stadsrechten van de aartsbisschop van Keulen, Engelbert II van Berg. Daarna werd het strategisch belangrijke grensstadje Geseke voorzien van een dikke, 3 km lange stadsmuur, voorzien van 9 torens en 6 poorten, omgeven door een diepe, brede gracht. Tot 1294 bleef Paderborn de Keuls-Westfaalse heerschappij over Geseke betwisten. De pest (Zwarte Dood) sloeg in 1348 ook hier hard toe.  Geseke was vanaf omstreeks 1380 lid van de Hanze. Tijdens de Soester Fehde (1444-1449) stond Geseke, samen met de kleinere stadjes Rüthen, Büren en Salzkotten aan de zijde van Keulen, terwijl het opstandige Soest gesteund werd door Lippstadt en Paderborn. Deze laatsten wisten in 1445 Geseke te overvallen en te plunderen; de burgemeester van de stad behoorde tot de 8 dodelijke slachtoffers hiervan.
Vanaf ongeveer 1550 werd de invloed van de Reformatie merkbaar; enige Geseker burgers bekeerden zich tot het lutherse geloof. De latere politieke ontwikkelingen zouden het katholieke overwicht in de stad in de 17e eeuw herstellen. Tussen 1604 en 1712 vonden enige tientallen heksenprocessen in de stad plaats. In de eerste fase van de Dertigjarige Oorlog weerstond Geseke, als enige stad in de regio, in april 1622 een belegering door de protestants gezinde troepen van Christiaan van Brunswijk-Wolfenbüttel. In 1633 wisten met Zweden verbonden troepen van Willem V van Hessen-Kassel Geseke voor de protestantse coalitie alsnog te veroveren. Bij de Vrede van Münster  in 1648 werd de status quo ante hersteld; Geseke bleef onder Westfaals-Keulse heerschappij.

### Vanaf 1648

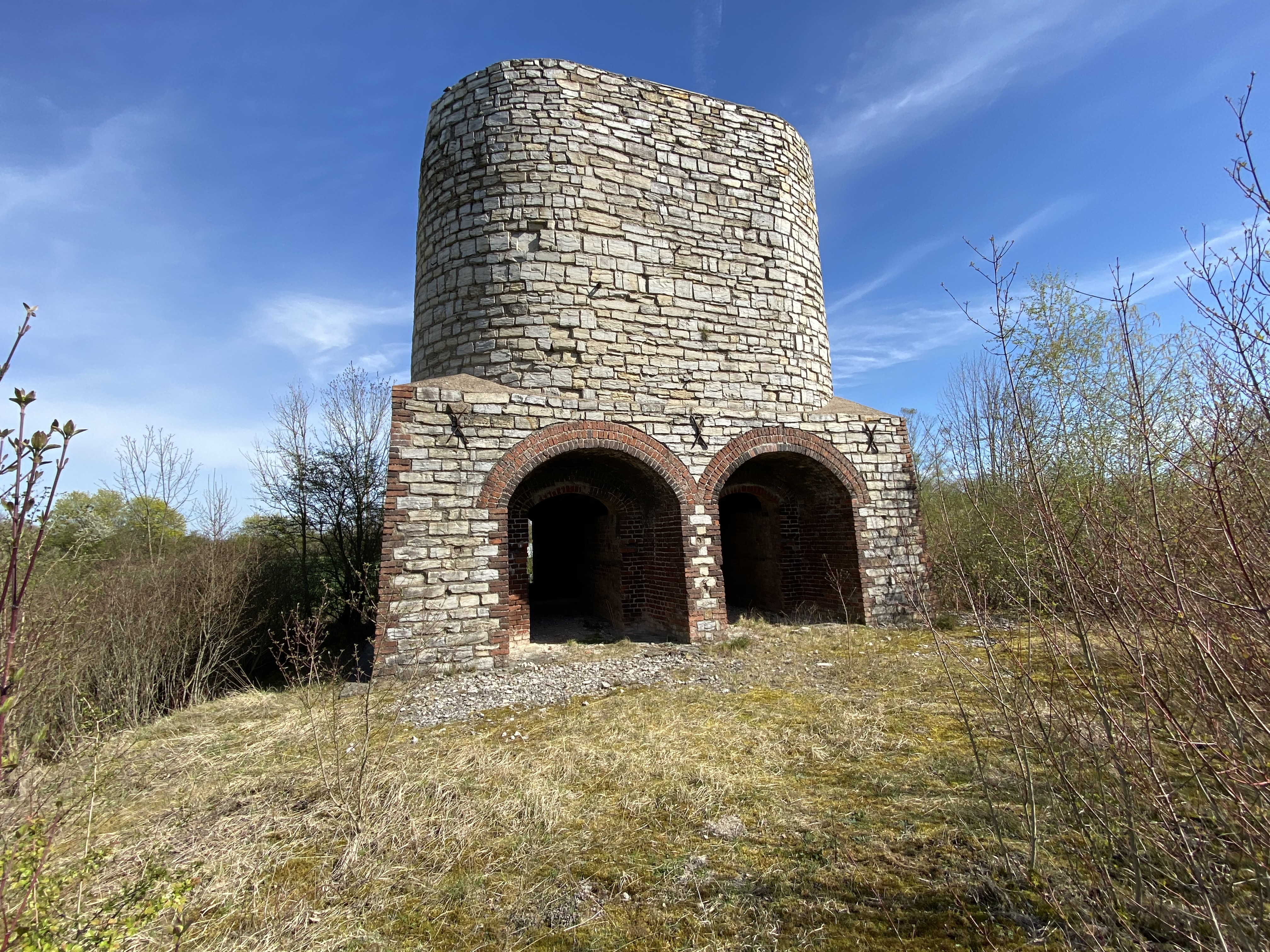
Oude kalkoven bij Geseke

Na de Vrede van Münster bleef Geseke helaas niet voor nieuwe rampspoed gespaard: de stad werd getroffen door een epidemie van dysenterie (1699) en een grote stadsbrand (1689).
Zowel Westfalen als Paderborn kwamen na de val van Napoleon in het Koninkrijk Pruisen terecht, en vanaf 1871 in het Duitse Keizerrijk. Van 1637 tot 1834 bestond te Geseke een klooster der franciscanen; in de gebouwen was later een ziekenhuis gevestigd.
In 1850 verkreeg Geseke een aansluiting op het spoorwegnet, waarna de periode van industrialisatie begon. Rond 1900 begon, vooral door in deze periode begonnen grootschalige cementindustrie, een periode van relatieve economische vooruitgang.
In de periode van het Derde Rijk werden ook te Geseke jodenvervolgingen gepleegd. Al de weinige joden uit de stad, die niet voordien hadden kunnen emigreren, kwamen in de vernietigingskampen om. Tijdens de Tweede Wereldoorlog, in 1944 en in maart 1945, werd Geseke tweemaal zwaar door geallieerde vliegtuigen gebombardeerd. Kort na de oorlog werd het stadje, zoals vele andere Duitse plaatsen, overstroomd met Heimatvertriebene, Duitsers die uit o.a. Silezië waren gedeporteerd. Dit deed het aantal inwoners van de stad tijdelijk sterk stijgen.

## Bezienswaardigheden, natuurschoon, toerisme

### Kerkelijke bouwkunst
- De rooms-katholieke Sint-Cyriacuskerk in Geseke, de voormalige stichtskerk, is een deels romaanse, deels gotische kerk uit de 12e-15e eeuw met zeer bezienswaardig interieur. In de kerk staat een genadebeeld van Maria, met de bijnaam „Maria Schuss“. Dit beeld is jaarlijks doel van een bedevaart. De kerk wordt door een fraai park omgeven.
- De rooms-katholieke Sint-Pieterskerk in Geseke is een driebeukige, gotische hallenkerk uit de 13e-15e eeuw met bezienswaardig interieur.
- Ook de 17e-eeuwse Johannes-de-Doperkerk, behorend bij het voormalige franciscanenklooster, is van binnen bezienswaardig.

### Overige
- Het plaatselijke streekmuseum draagt de naam Hellweg-Museum en is in een fraai vakwerkhuis in de binnenstad gevestigd.
- Het gehele stadscentrum is, ondanks veel sloopactiviteiten in de periode 1950-1970, nog betrekkelijk rijk aan oude vakwerkhuizen, met name aan de straat Hellweg.
- Evenals in het meer westelijk gelegen Soest, is het te Geseke mogelijk, over de, grotendeels behouden gebleven, stadsomwalling een rondwandeling om het centrum te maken.
- Het dorp Eringerfeld ligt te midden van een fraai, helaas door de A44 doorsneden bosgebied, waar de beek Westerschledde doorheen stroomt.
- Ook elders in de gemeente bevinden zich kleine natuurgebieden, met name beekdalen, waar hier en daar zeldzame planten, vogels, vissen en insecten voorkomen.
- Te Eringerfeld staat een in 1676, in opdracht van het adellijke geslacht Von Hoerde of Von Hörde gebouwd, in barokstijl gebouwd kasteel. Het heeft tot 2014 als hotel dienst gedaan en is daarna tijdelijk een vluchtelingen- en asielzoekerscentrum geworden. Er zijn plannen, om er na 2022 weer een luxe hotel in te vestigen.
- Nog te Eringerfeld staat het kleine Internationale Museum voor  textiele volkskunst met voorwerpen uit de 18e-20e eeuw.
- Te Störmede staat het middeleeuwse kasteel Störmede. Ook dit is in bezit geweest van het geslacht Von Hoerde of Von Hörde. Van 1970 tot 2011 was het een ruïne. Daarna is het herbouwd. Het kasteel is in gebruik als luxueus congres-, wellness- en partycentrum, hoewel er ook hotelkamers "los" geboekt kunnen worden.
- In de gemeente zijn talrijke toeristische fietsroutes uitgezet, zowel korte als meerdaagse.

## Partnersteden
- Loos, Frankrijk, sinds 5 mei 1978

## Belangrijke personen in relatie tot de gemeente
- Gert van Lon  of van Loon, * rond 1465 in Geseke; † in of na 1521, plaats van overlijden onbekend), Duits schilder van religieuze kunst; diverse belangrijke altaarstukken in Duitse kerken en kathedralen, o.a. in de Dom van Paderborn en de Dom van Minden, zijn aan hem toegeschreven.
- Wilhelm, voluit: Wilhelm-Emanuel Wilderich Maria Hubertus Vitus Aloysius Freiherr von Ketteler (* 15 juni 1906 in kasteel Eringerfeld; † maart 1938 te Wenen), Duits diplomaat, gestationeerd in Oostenrijk, medewerker van Franz von Papen. Von Ketteler was voorstander van een politiek reactionaire koers met veel macht voor de adel, maar tegenstander van het nationaalsocialisme. Hij was, buiten medeweten van Von Papen, betrokken bij een samenzwering, om in Wenen in maart 1938, bij de overwinningsparade na de Anschluss, Adolf Hitler dood te schieten. De aanslagplannen werden verraden en Von Ketteler werd door de nazi's omgebracht.
- Ingrid Mickler-Becker (* 26 september 1942 in Geseke als Ingrid Becker) Duits atlete, won gouden medailles op de Olympische Zomerspelen van 1968 (vijfkamp) en 1972 (4 × 100 meter estafette).
- Reinhard Marx (Geseke, 21 september 1953), Duits geestelijke en kardinaal van de Rooms-Katholieke Kerk
- Karl-Heinz Wiesemann (Herford, 1 augustus 1960), Duits geestelijke en bisschop van de Rooms-Katholieke Kerk, was van 1986-1990 vicaris te Geseke.
- Thomas Bertels (Geseke, 5 november 1986), profvoetballer die als aanvaller speelt

## Afbeeldingen

### Kerkgebouwen e.d.

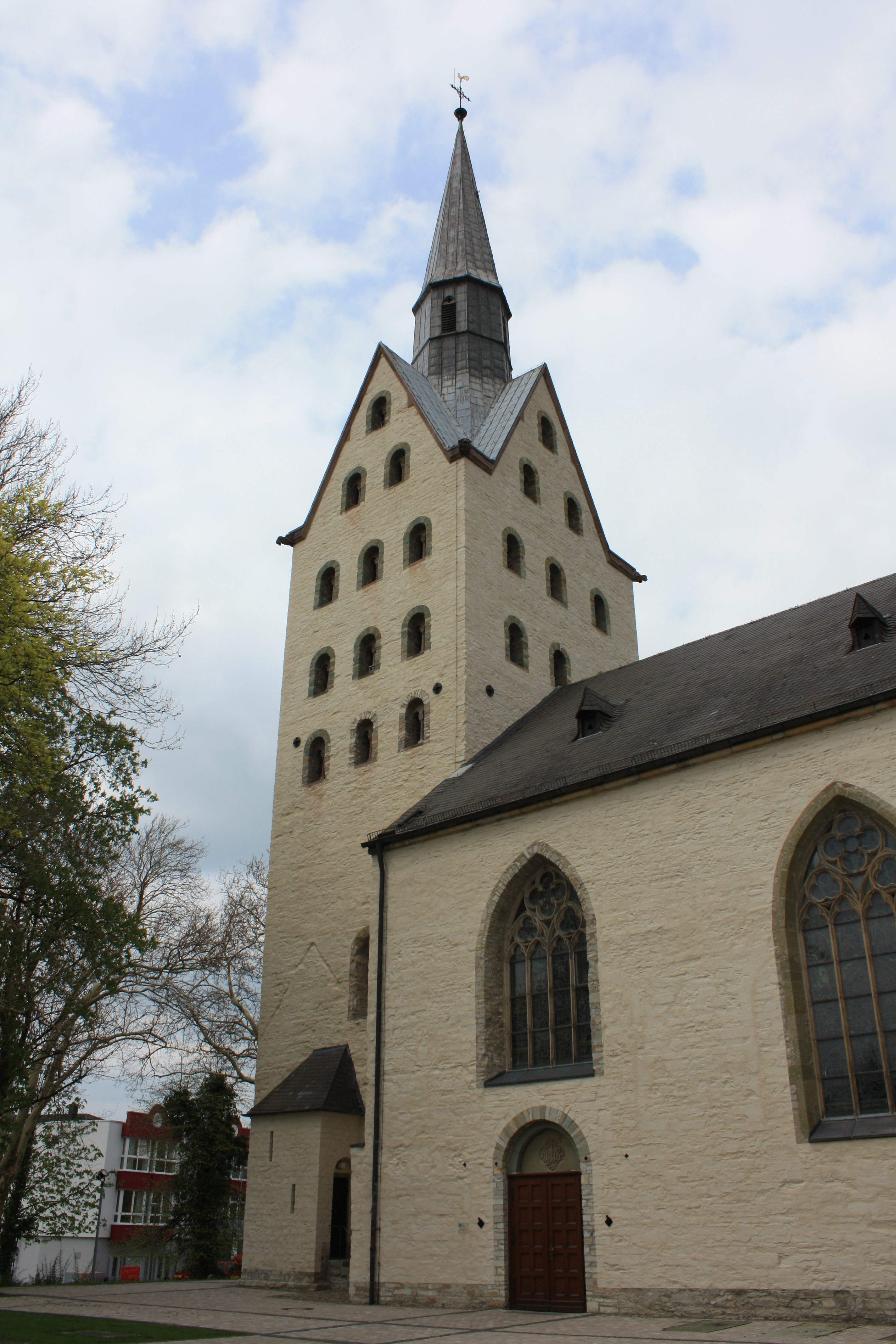
St. Cyriacuskerk
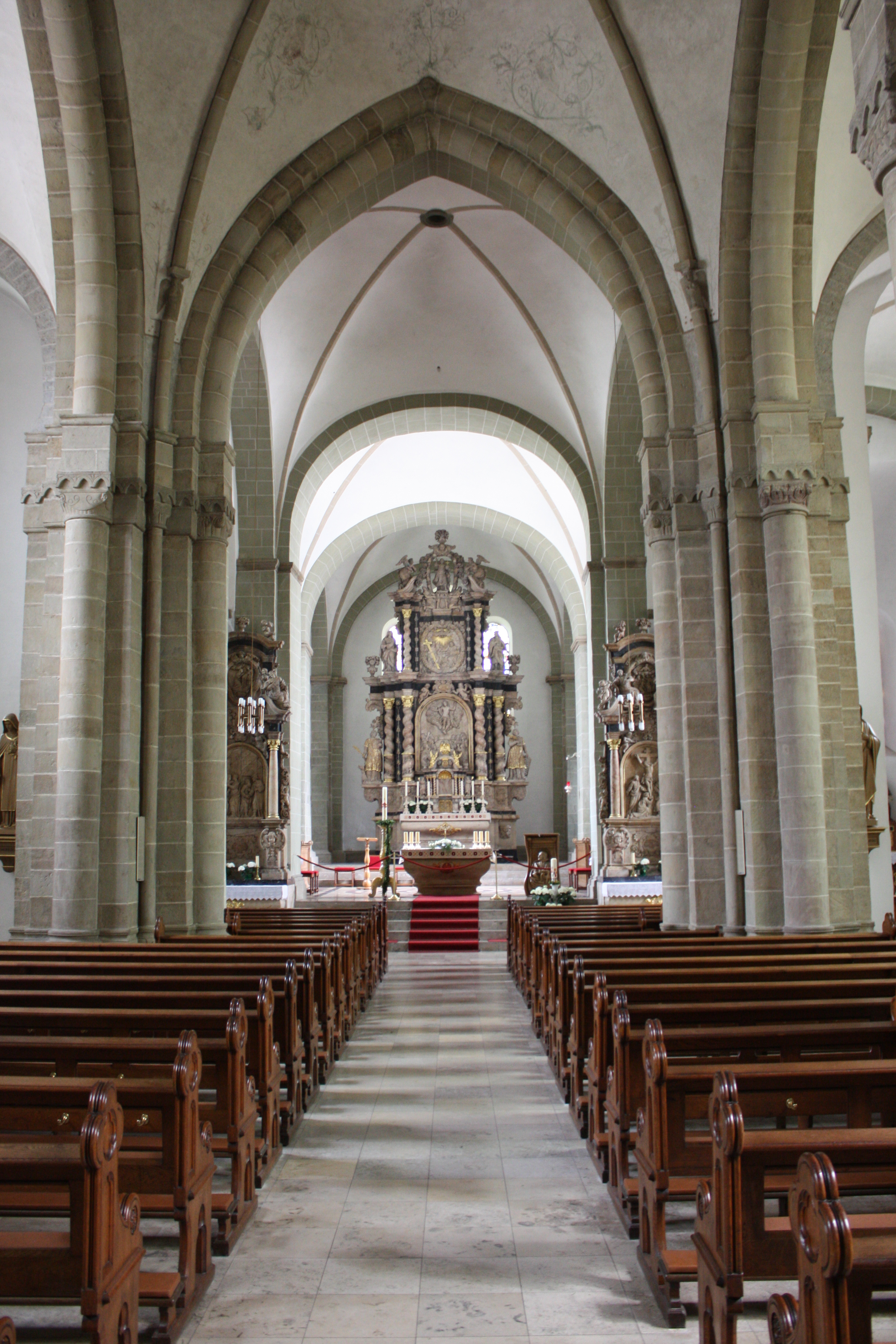
Interieur van deze kerk
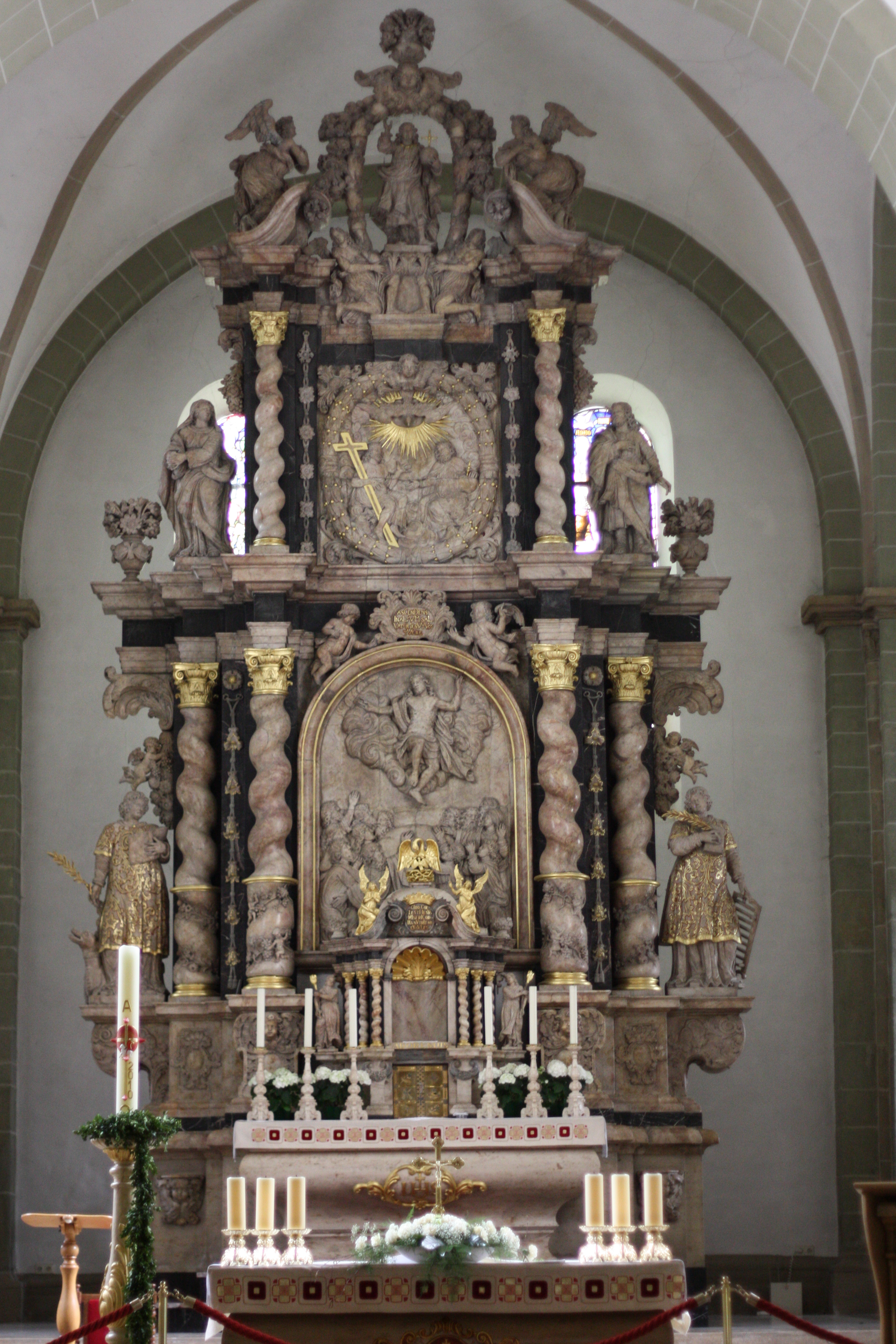
Hoogaltaar in deze kerk
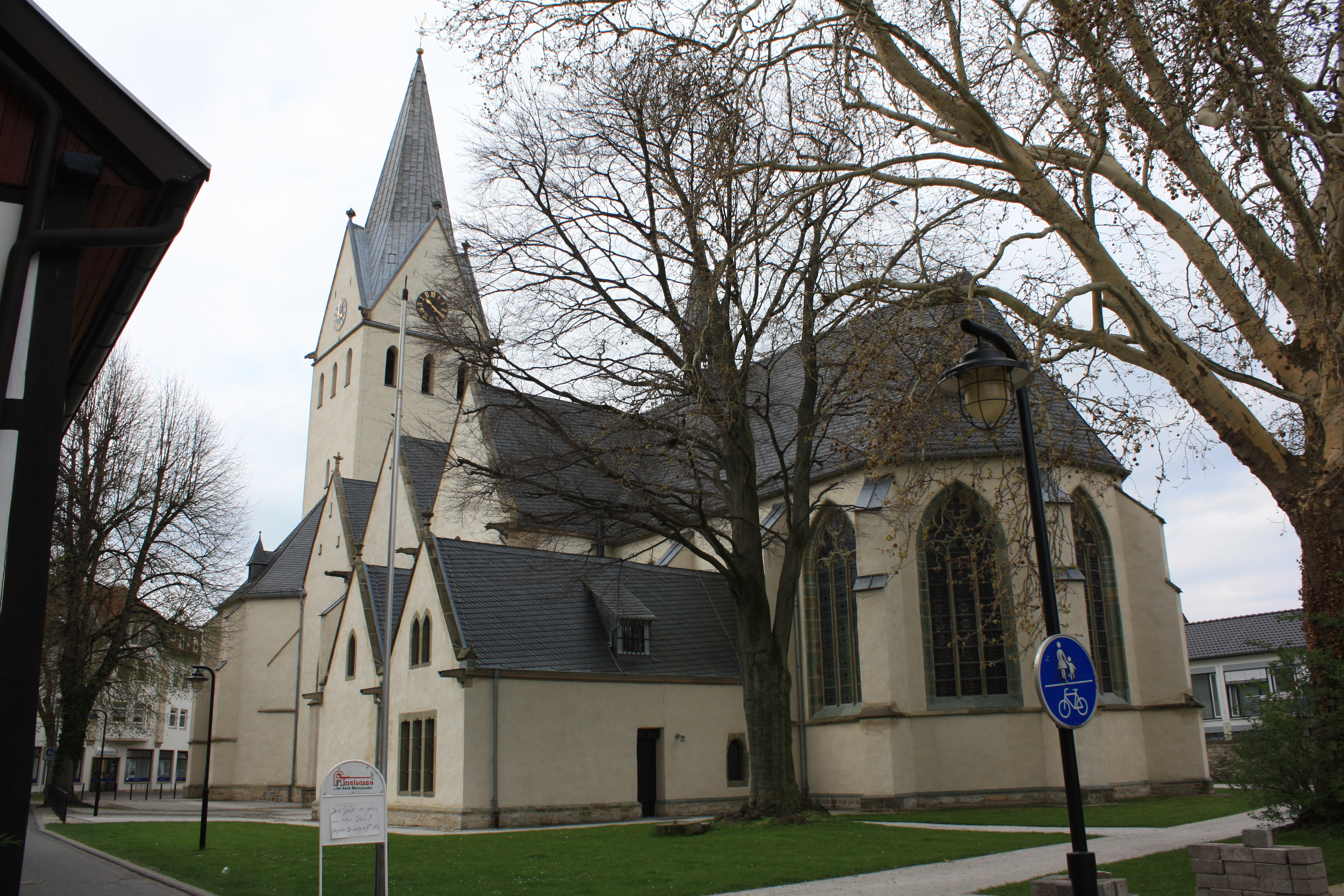
St. Pieterskerk
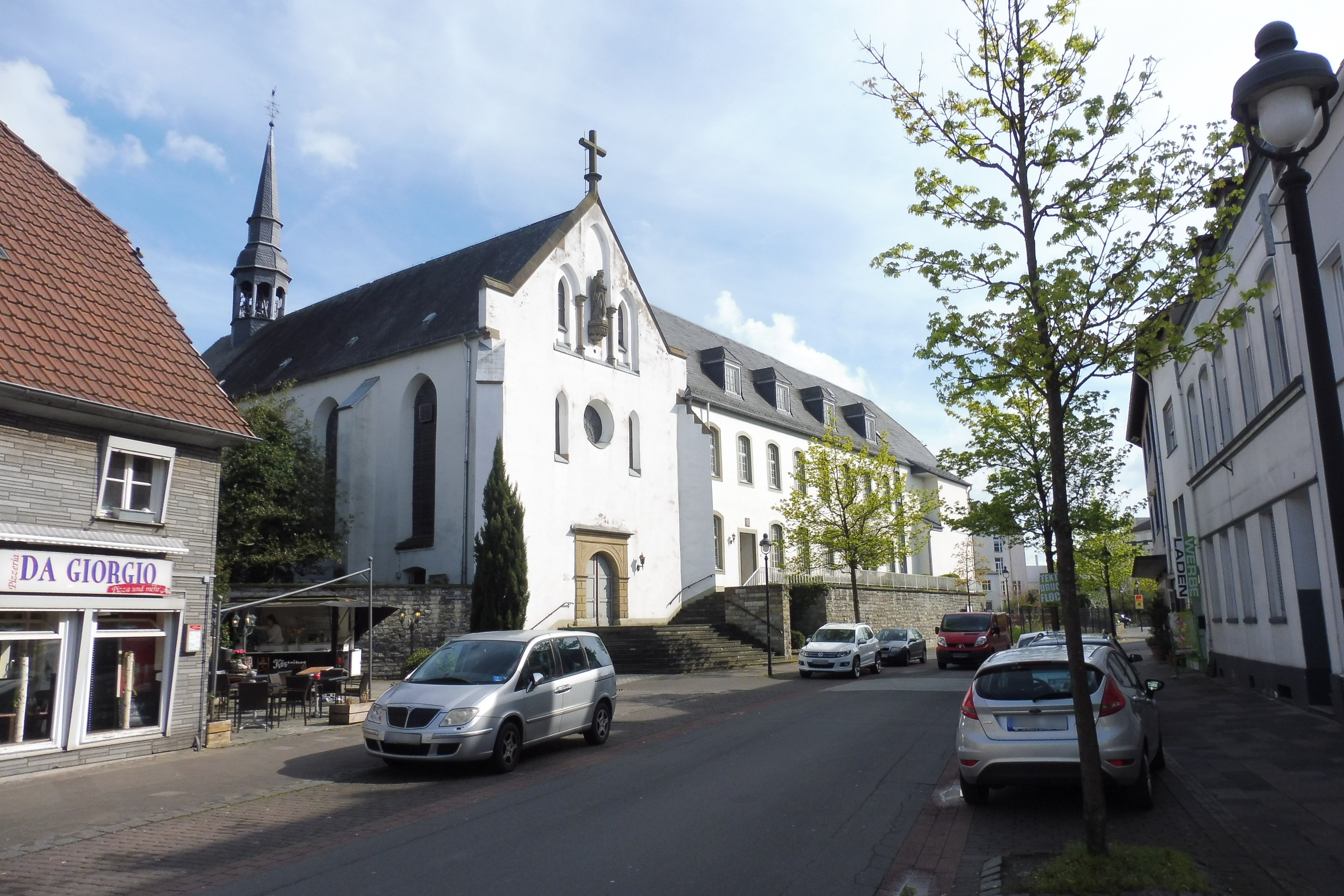
Voormalig franciscanenklooster
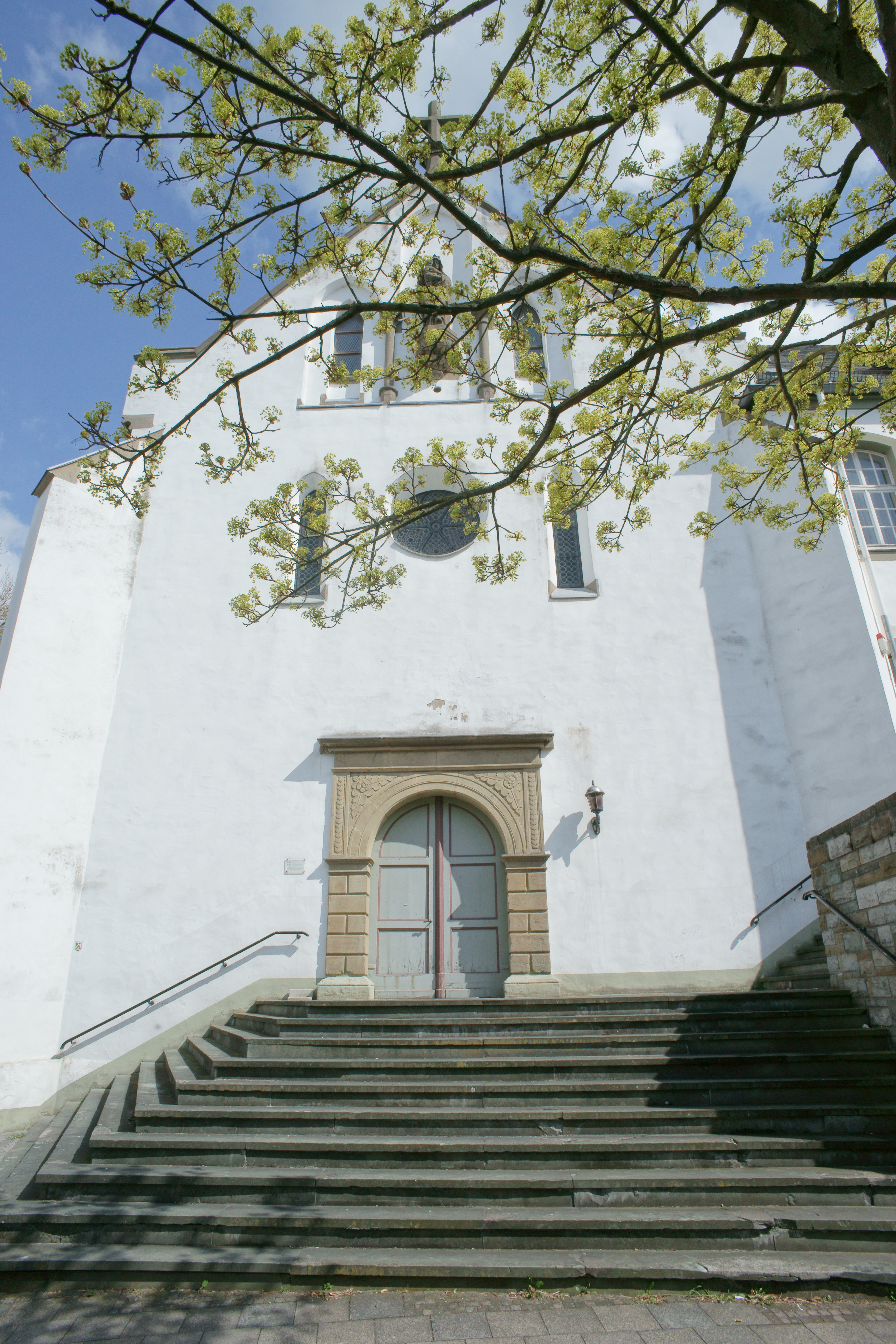
Kerk van dit voormalige klooster, gewijd aan Johannes de Doper (17e-eeuws)
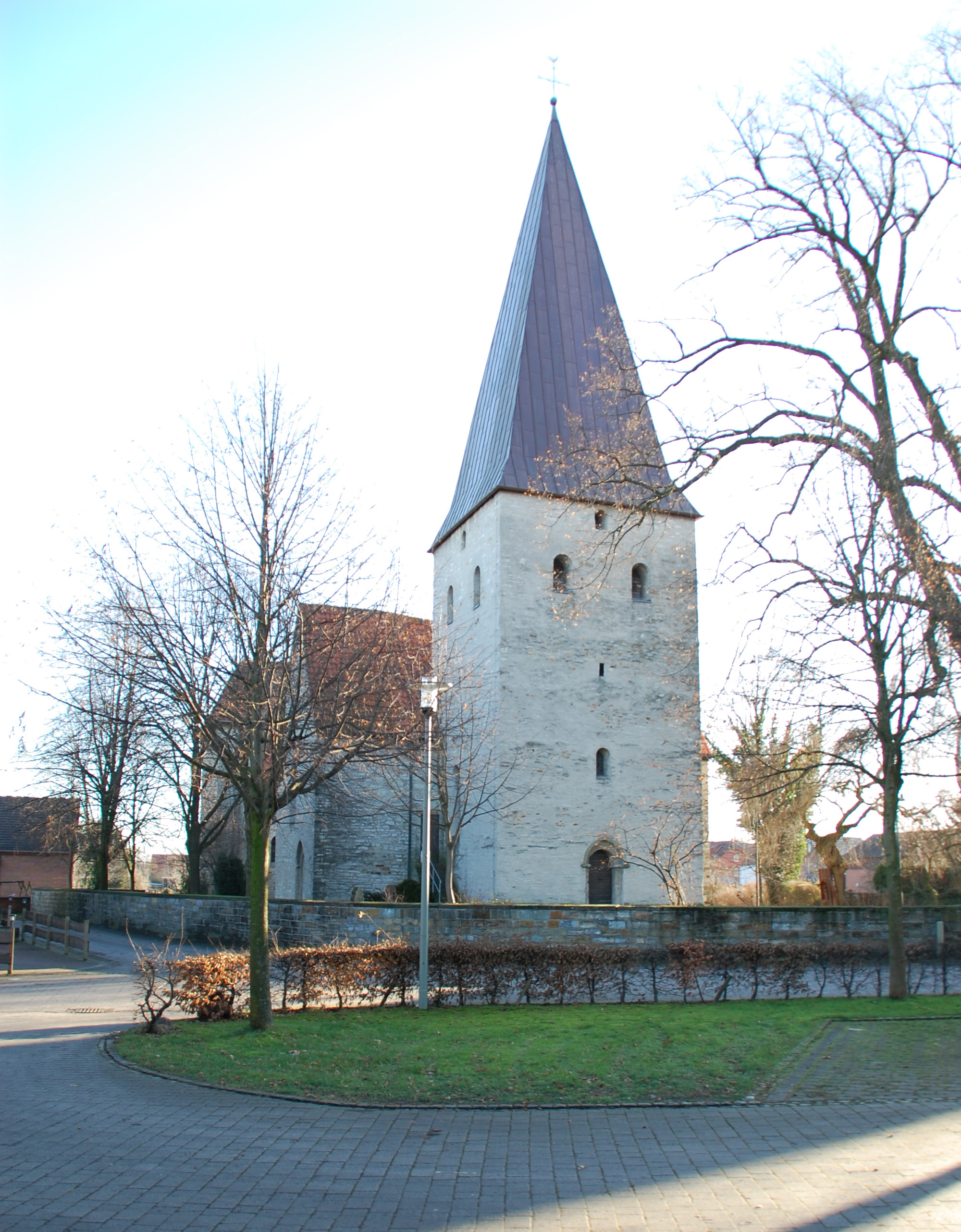
Kerkje Mönninghausen (gedeeltelijk 13e-eeuws, drastisch uitgebreid in 1964)
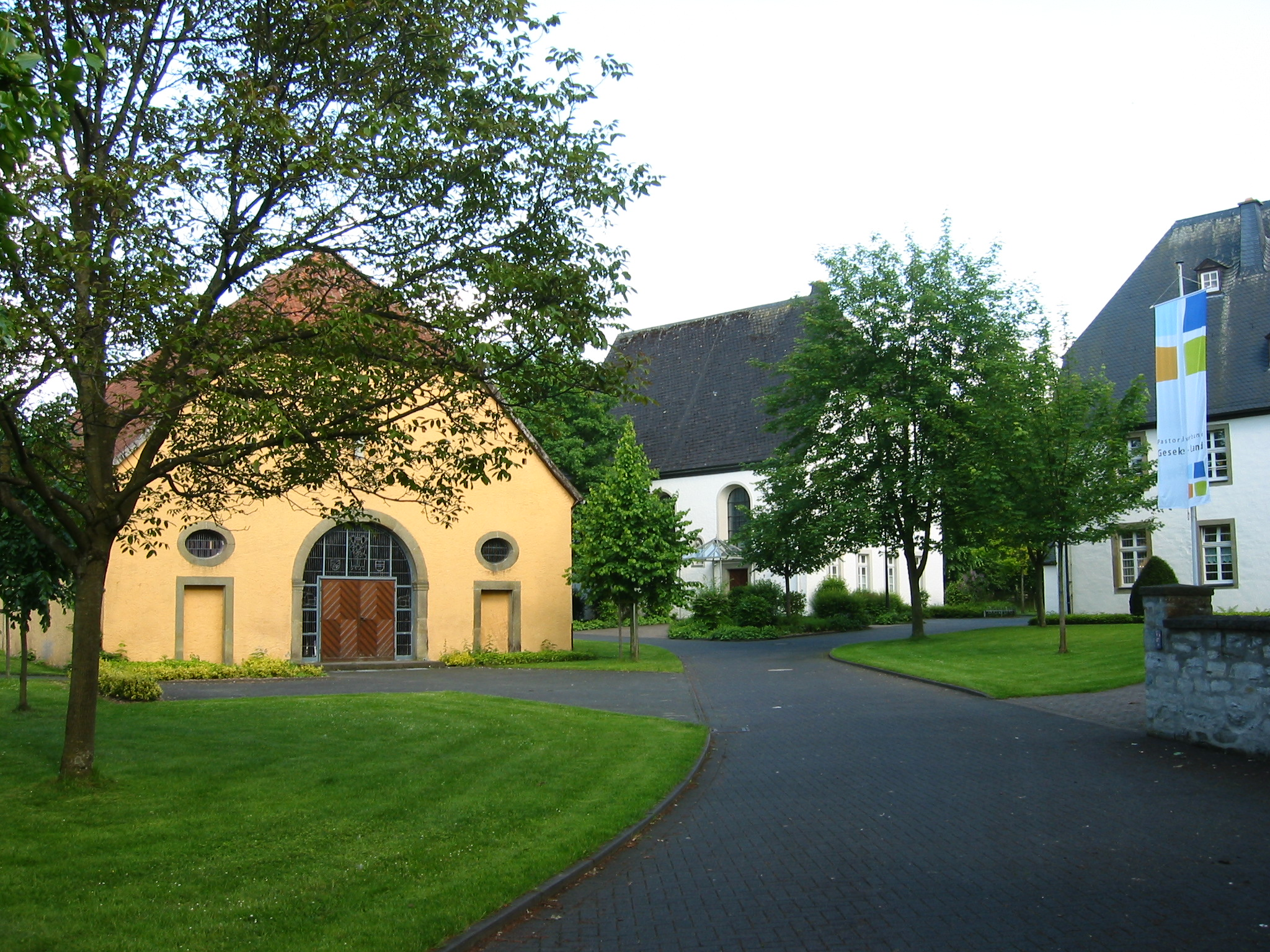
Störmede, voormalig klooster Nazareth (augustinessen, 1483-1803) thans boerderij, dorpshuis, basisschool
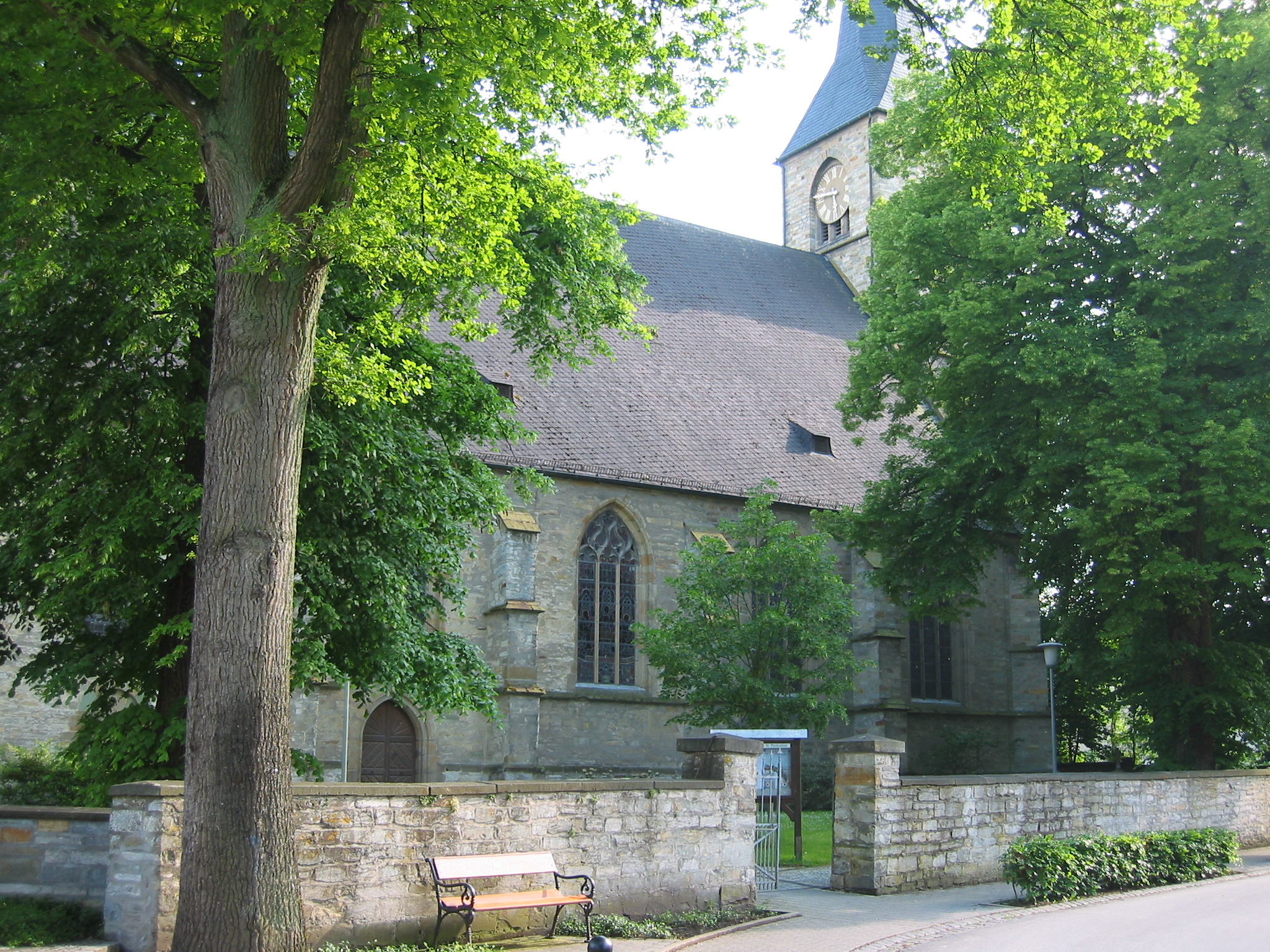
Störmede, 15e-eeuwse St. Pancratiuskerk

### Overige

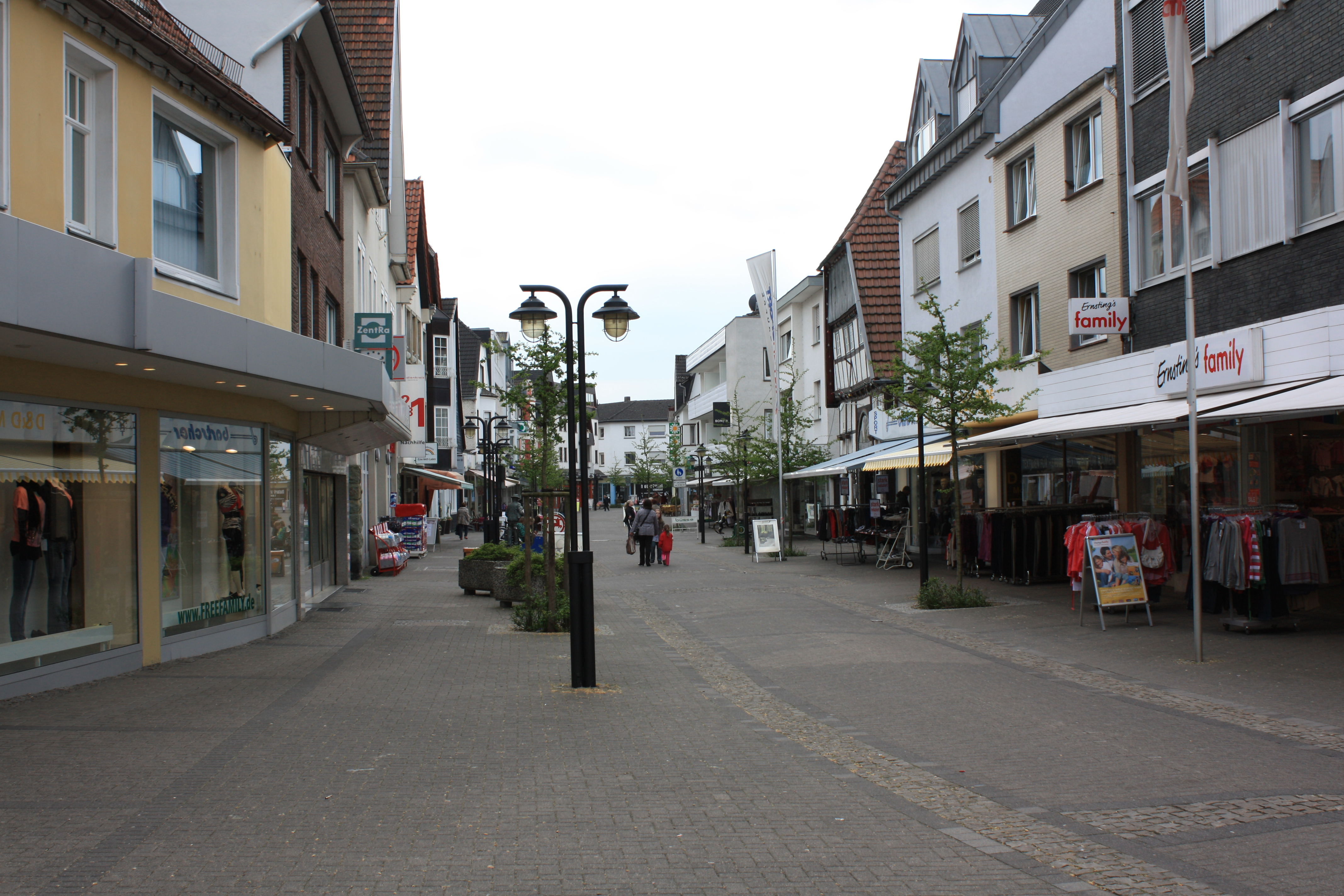
Centrum
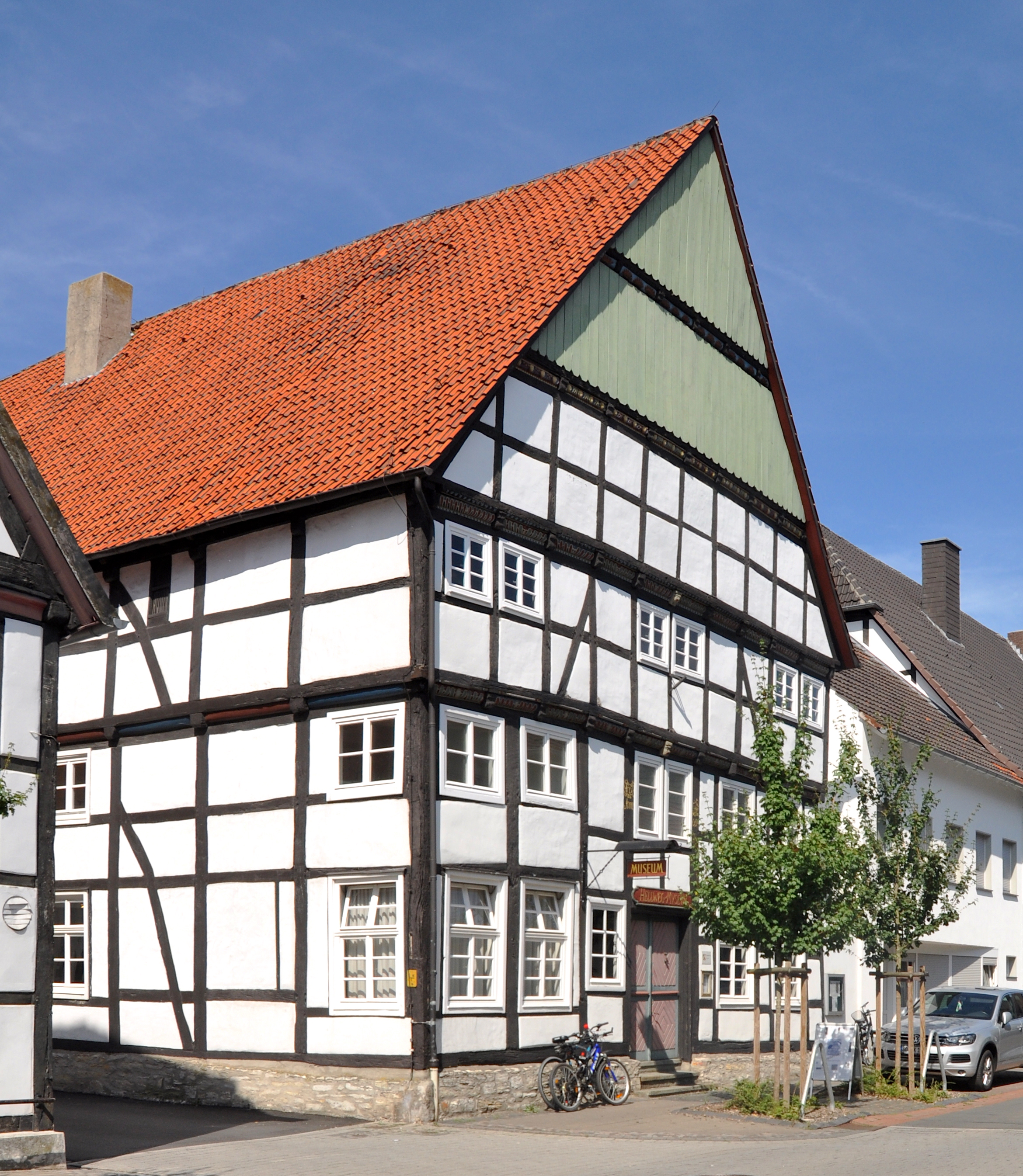
Hellweg-Museum
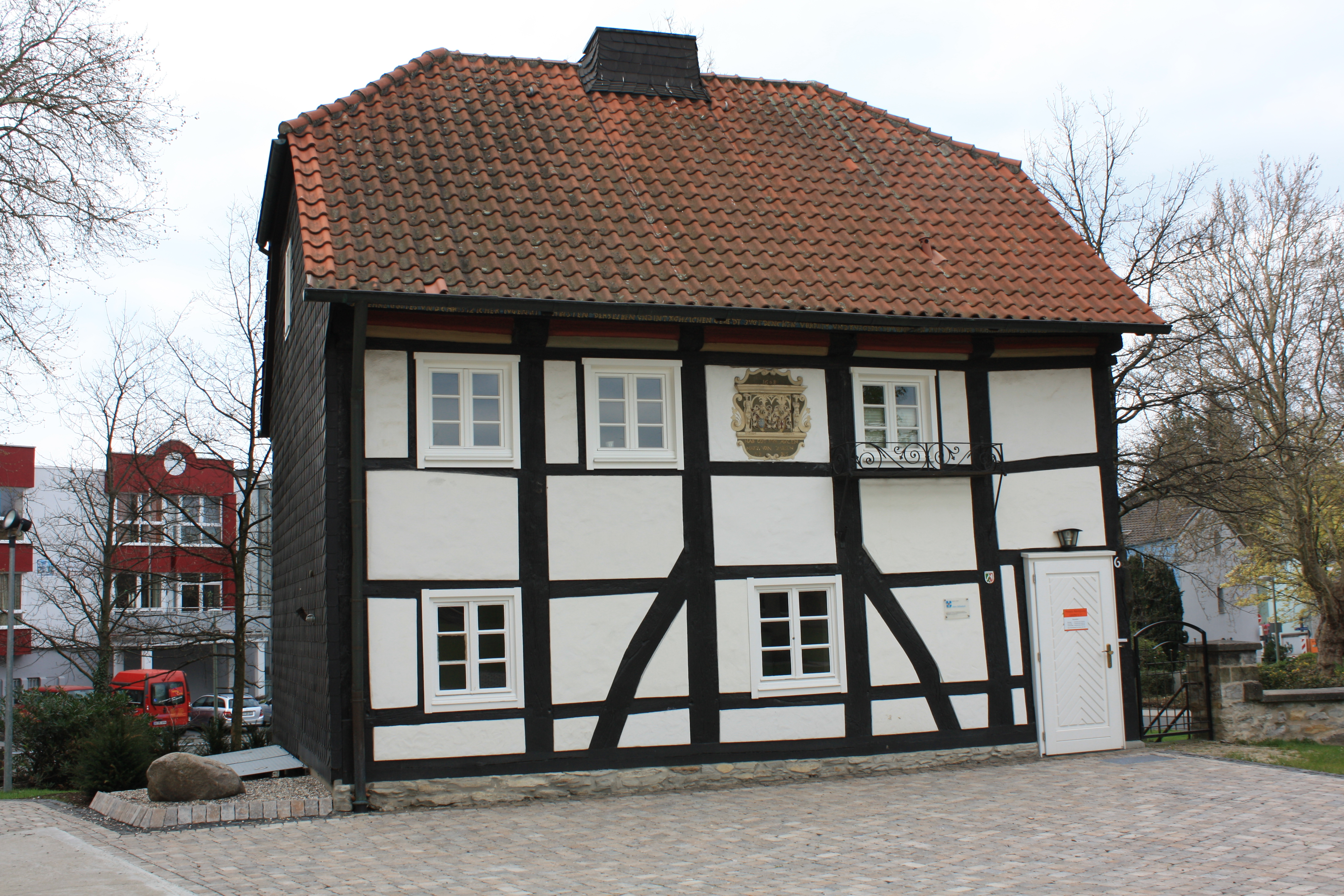
Voormalige school van het sticht
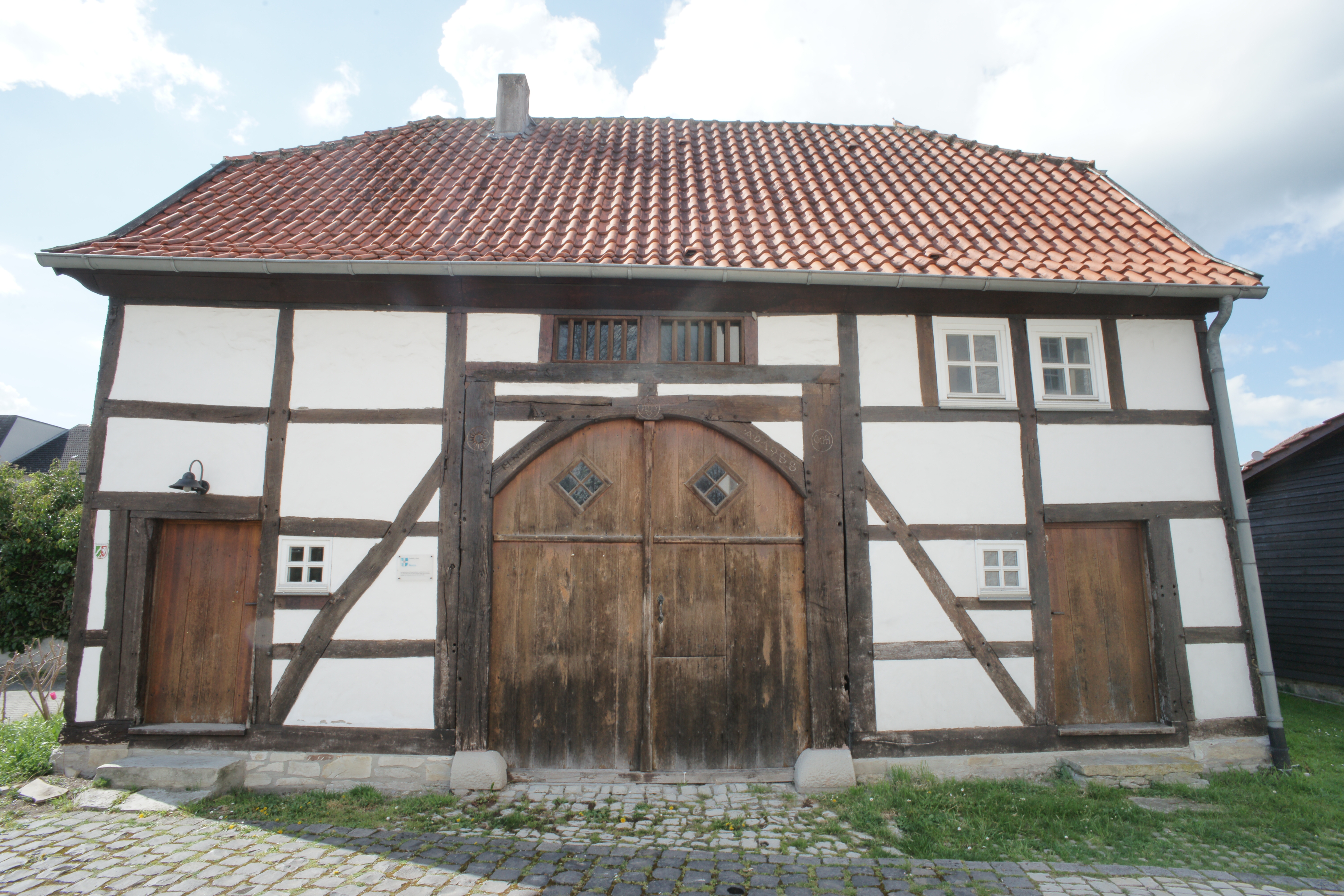
Remise (koetshuis) van het Haus Toholte (anno 21009 restaurant)
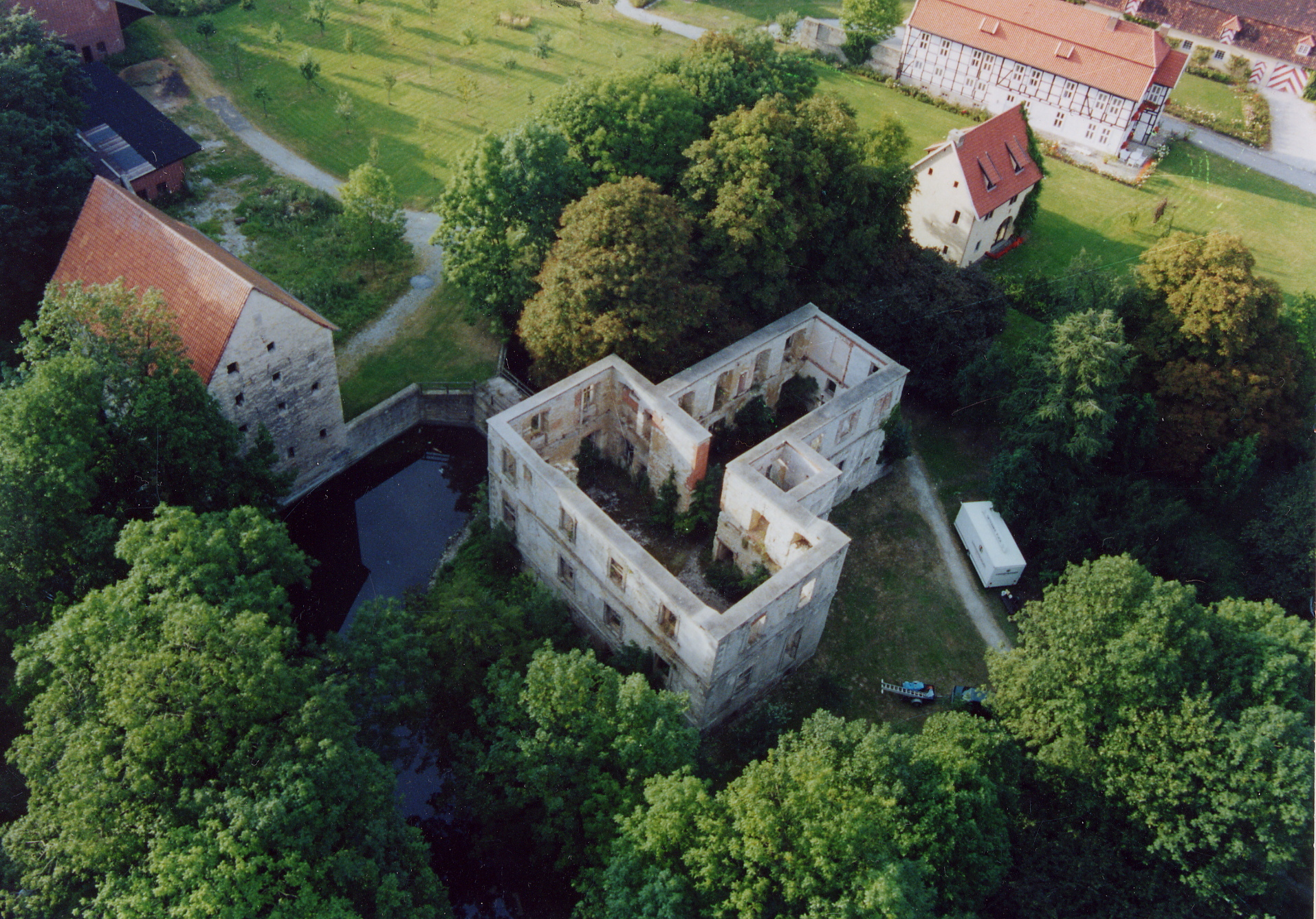
Ruïne Schloss Störmede (2004); nadien herbouwd
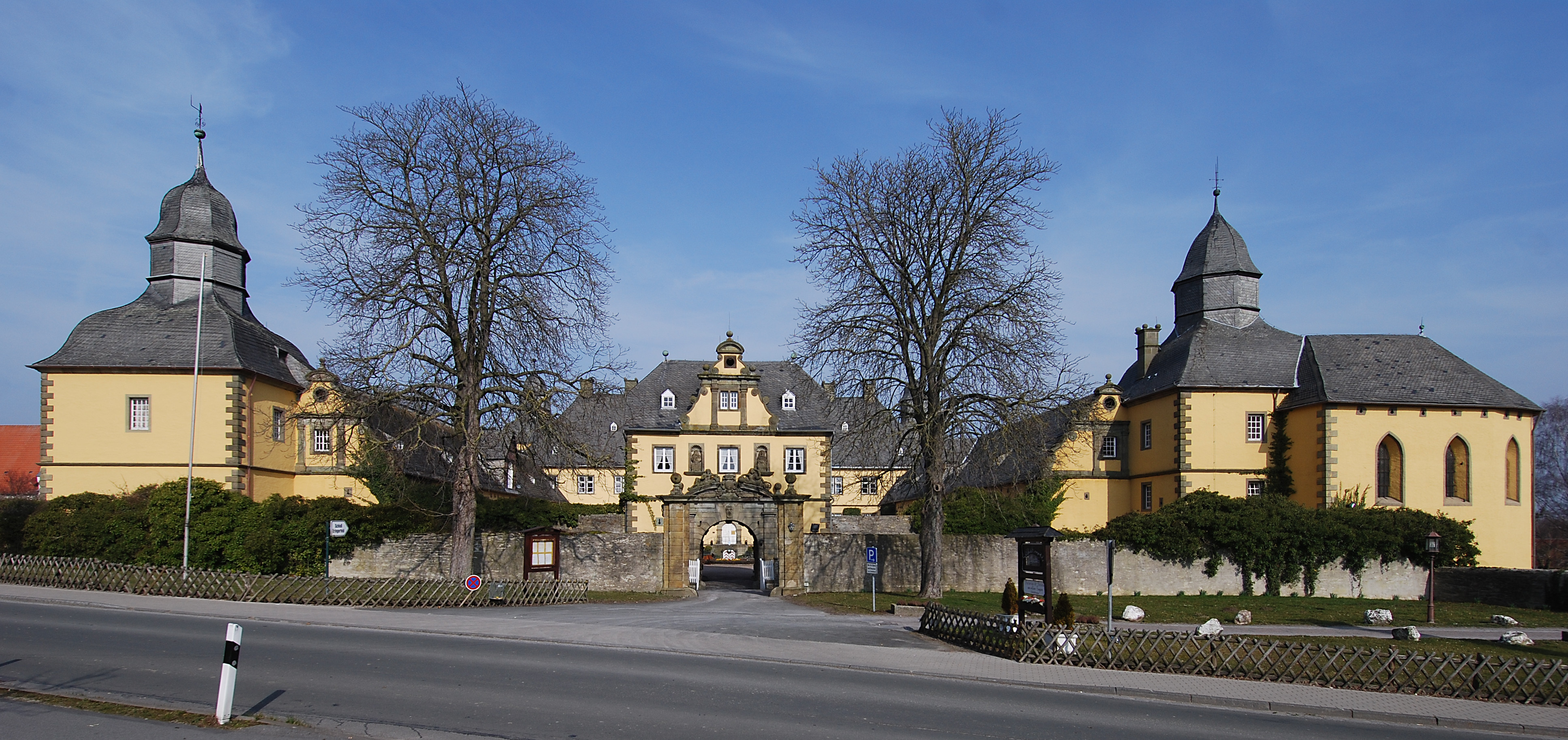
Kasteel Eringerfeld, entree aan de voorzijde
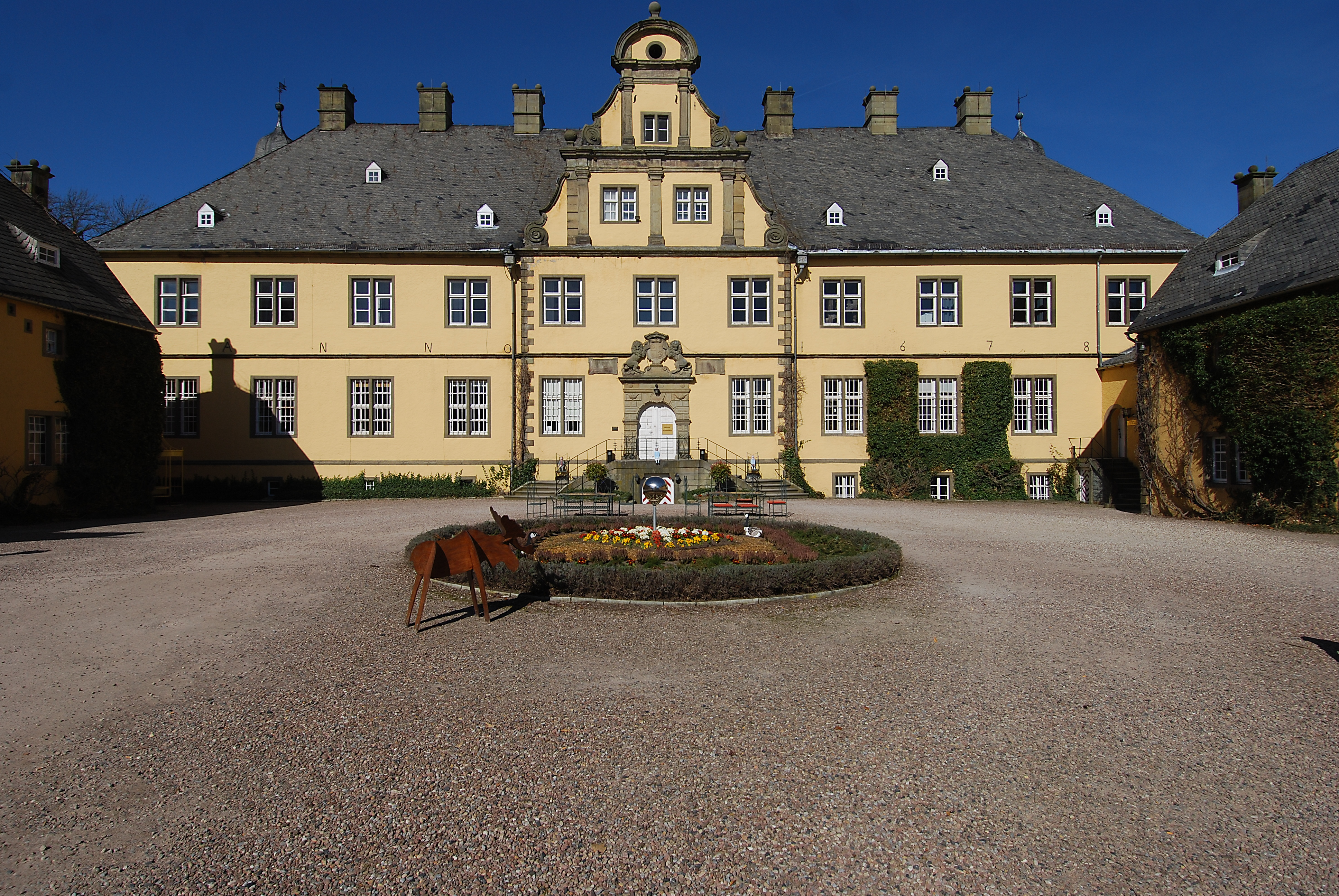
hoofdgebouw Kasteel Eringerfeld

Anröchte · Bad Sassendorf · Ense · Erwitte · Geseke · Lippetal · Lippstadt · Möhnesee · Rüthen · Soest · Warstein · Welver · Werl · Wickede